# Río Cuiabá

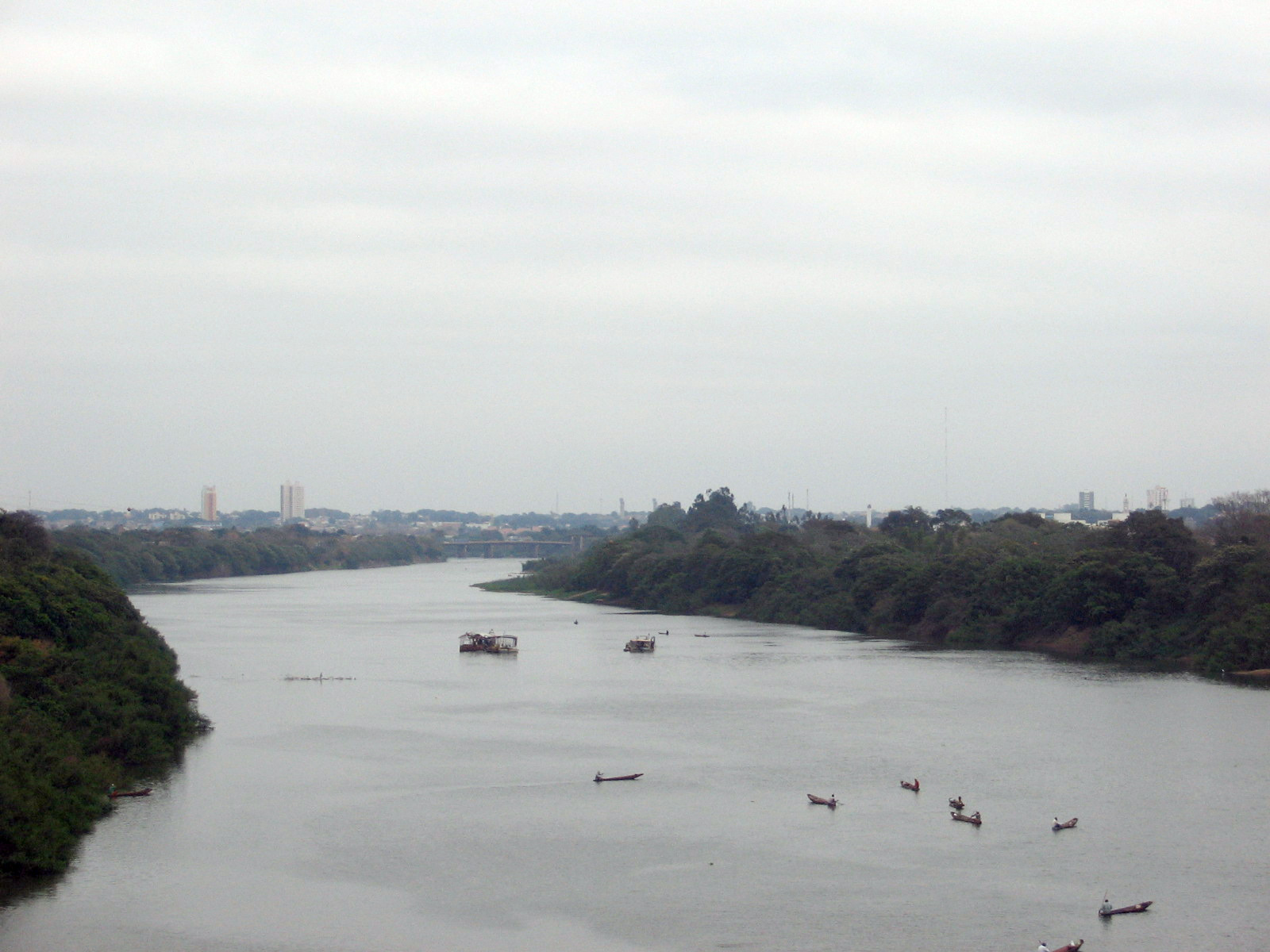
Vista del río Cuiabá en la ciudad homonina

El río Cuiabá es un largo río de Brasil, afluente del río Paraguay, que atraviesa la región del Pantanal.
Perteneciente a la Cuenca del Plata, nace en la meseta del Mato Grosso —o planalto del Mato Grosso—, en el estado de Mato Grosso; pasa cerca de la ciudad de Cuiabá para luego internarse en el Pantanal, donde recibe aguas de varios afluentes, entre los que se destaca el río São Lourenço. En el último tramo de su recorrido hace de límite entre los estados de Mato Grosso y Mato Grosso do Sul. Es navegable en casi todo su curso.